# 2005年大西洋颶風季
2005年大西洋飓风季是有纪录以来最活跃的大西洋飓风季，至今仍保持着多项纪录。全季对大范围地区造成毁灭性打击，共导致3,913人死亡，损失数额更创下新纪录，高达1727亿美元。但此记录已被2017年及2024年给超越，本季单大型飓风就有7场之多，其中5场在登陆时仍有大型飓风强度，分别是颶風丹尼斯、艾米莉、卡特里娜、丽塔和威尔玛，大部分人员伤亡和财产损失都是这5场飓风引起。墨西哥的金塔纳罗奥州和尤卡坦州，以及美国的佛罗里达州和路易斯安那州都曾两度受大型飓风袭击；古巴、巴哈马、海地，美国的密西西比州和德克萨斯州，还有墨西哥的塔毛利帕斯州都曾直接受1场大型飓风冲击，还有至少1场在附近掠过。美国墨西哥湾沿岸地区是本季受灾最严重的所在，飓风卡特里娜产生高达10米的风暴潮，引发毁灭性洪灾，密西西比州沿海地区的大部分建筑物被毁，风暴之后又令新奥尔良防洪堤决口，整个城市因此受到重创。此外，飓风斯坦同温带气旋共同影响，在中美洲多地引发致命的泥石流，其中又以危地马拉灾情最为严重。
2005年大西洋飓风季是有纪录以来第一个超越同年西太平洋热带气旋数量的大西洋飓风季。根据历史统计数据，西太平洋每年会形成26个热带气旋，而大西洋则只有12个。之后的2010年大西洋飓风季虽然也超过同年太平洋台风季的热带气旋数量，但这年台风季的活跃度创下历史新低，而2005年台风季的活跃程度则与平均水平相当。
本季于2005年6月1日正式开始，本应于同年11月30日结束，传统上这样的日期界定了一年中绝大多数热带气旋在大西洋盆地形成和发展的时间段，但由于热带天气活动经久不息，飓风季一直持续到2006年1月。全季共形成28场热带或亚热带风暴，创下新的纪录；但此记录已于15年后被2020年给打破，其中15场达到飓风强度，又一次刷新纪录；共有7场达到大型飓风标准，5场成为四级飓风，两项都追平之前的纪录。本季的五级飓风数量也创下历史新高，达4场之多，其中飓风卡特里娜是史上造成损失最严重的大西洋飓风，飓风威尔玛则是有纪录以来最强烈的大西洋飓风。全年风暴数量众多，用来给风暴命名的英语名称都已用完，之后不得不动用6个希腊字母来命名。

## 季节预报
每年飓风季开始前，科罗拉多州立大学的威廉·M·格雷博士及其同僚都会发布飓风活动预测，其预测与美国政府下属的国家海洋和大气管理局相互独立。2005年飓风季开始前及其期间，格雷先后四度发布预报，其中的热带天气活跃程度逐渐提高。美国国家海洋和大气管理局共两度发布预测，一次是在飓风季正式开始前不久，另一次则是在飓风季开始两个月后，其中后一次大幅提升了热带天气活跃程度。但是，这6次预测的结果远未达到本季的实际情况。

### 季前展望
2004年12月3日，格雷及其同僚发布2005年飓风季的首份扩展范围预报，认为本季的活跃程度会略高于往年均值。根据预测结果，科罗拉多州立大学的研究团队认为大型飓风吹袭美国东岸和佛罗里达半岛的可能性有大幅提升。不过，预报中认为2005年飓风季的活跃程度虽高于平均值，但与前一年相比还是远远不及。2005年4月1日，格雷的团队在确认这年大西洋不会出现厄尔尼诺现象后上调之前的预测结果，将热带风暴数从11场提升至13场，飓风数则从6场增至7场，气旋吹袭美国的可能性也有小幅提高。2005年5月16日，美国国家海洋和大气管理局在距飓风季正式开始还有16天之际发布展望，预计全季活跃程度高于正常水平的可能性为70%。同时预计的气旋能量指数则会达到平均值87.5×104kt2的120%至190%。此后不久，格雷及其同僚又在5月31日（飓风季正式开始前一天）发布预报，将命名风暴数进一步提升到15，另有8场飓风和4场大型飓风。

### 季中调整
飓风季正式开始后很快就表现出极高的活跃度，国家海洋和大气管理局为此于8月2日发布新版预测，将气旋数量大幅提高到往年均值的两倍。新预报中的气旋能量指数达到平均值的180%到270%。该机构还表示他们有更大的把握断定飓风季的活跃程度会高于正常水平。同月5号，格雷的团队也发布新版预报，数据同国家海洋和大气管理局一致。美国国家海洋和大气管理局和格雷此前都没有预测过如此之高的活跃度，但他们最后的预报与实际情况相比依然远远不及。2005年大西洋飓风季的实际气旋能量指数高达248×104kt2，相当于往年均值的277%。

## 风暴

### 6至7月

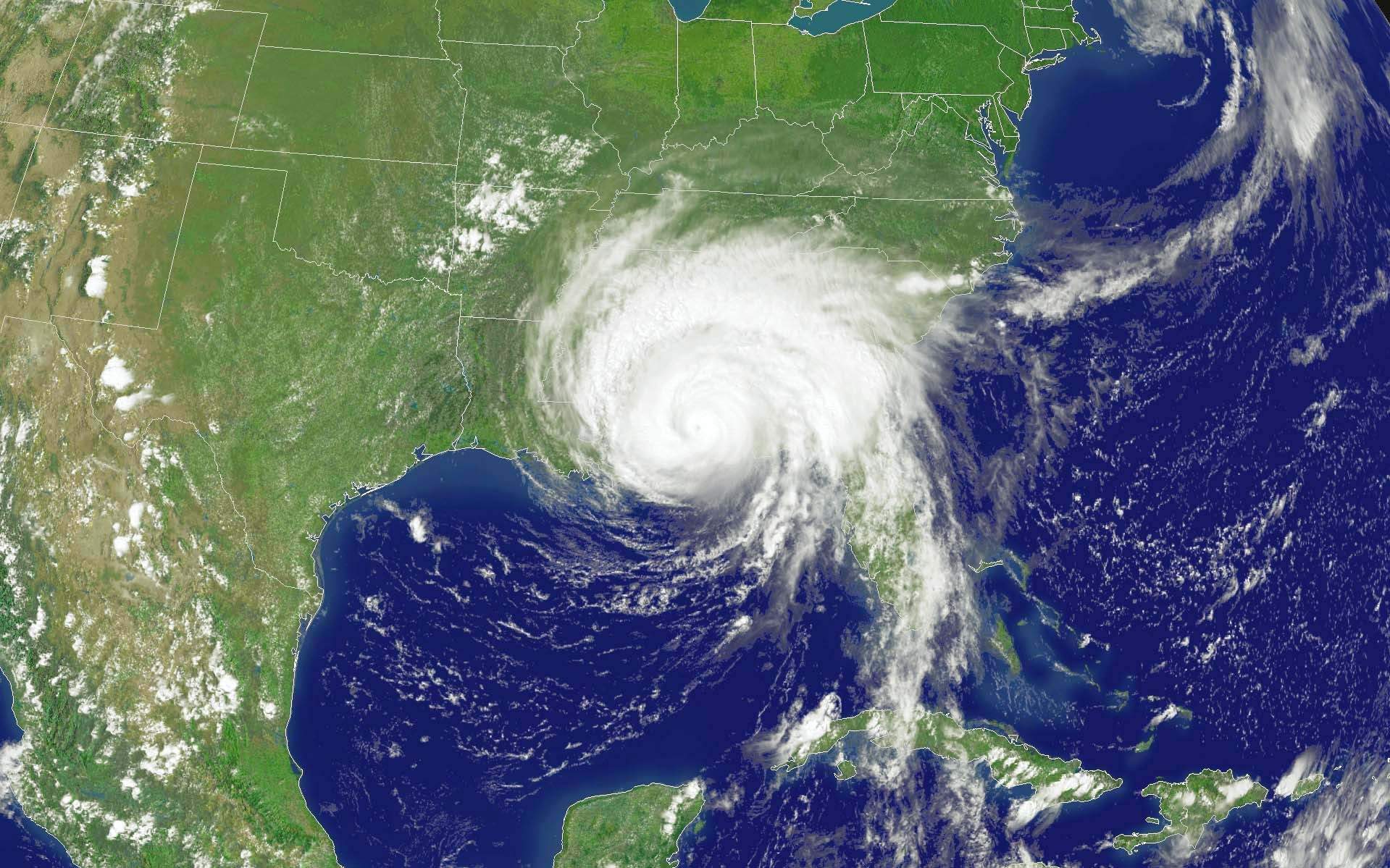
飓风丹尼斯从墨西哥湾登陆美国

2005年大西洋飓风季的开局就比2004年早近两个月。6月8日，热带风暴阿琳在加勒比地区西部形成，穿越古巴后再于6月11日登陆佛罗里达州西北狭长地带。气旋造成中等程度破坏，迈阿密海滩有1名男子被离岸流卷走后溺毙。
6月28日，热带风暴布雷特在坎佩切湾形成，并于次日早上登陆韦拉克鲁斯州，导致数以百计的民宅受损，引发的洪灾还造成两人丧生。
飓风辛迪于7月4日在墨西哥湾成形，美国国家飓风中心起初以为系统只达到热带风暴强度。7月5日，辛迪以飓风最低标准强度登陆路易斯安那州，产生130毫米雨量并催生出多场龙卷风，阿拉巴马州莫比尔县南部的科登（Coden）等沿海地区被洪水淹没，导致3人死亡。气象机构在飓风季过后的重新分析中认定辛迪实际达到飓风标准。

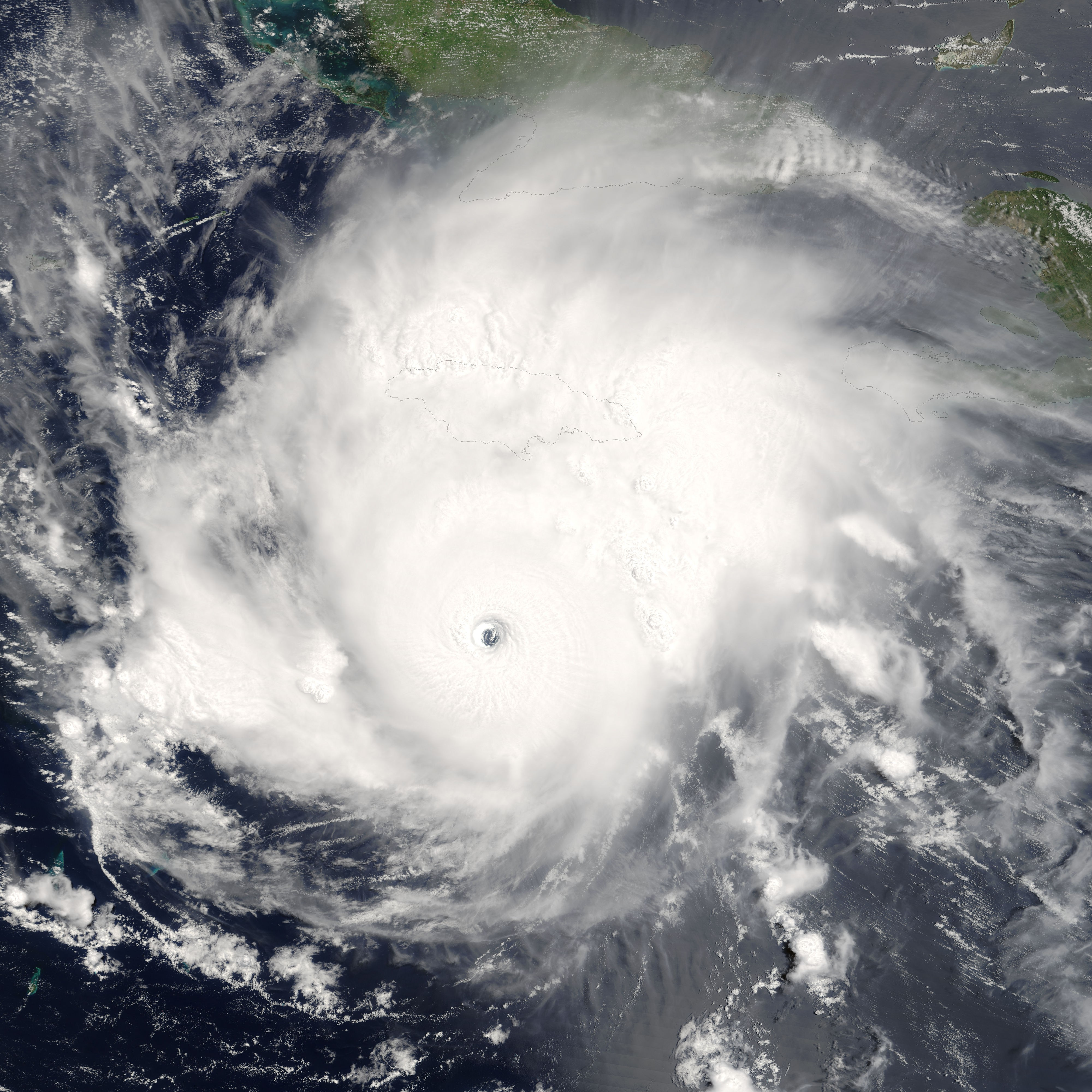
飓风艾米莉接近最高强度时的卫星照片

7月5日，飓风丹尼斯在加勒比地区东部形成，并在穿越格林纳达后增强成四级飓风，以930毫巴（百帕）气压值创下7月大西洋飓风强度的新纪录。气旋以最高强度袭击古巴，然后又登陆佛罗里达州西北狭长地带。整场风暴一共令89人死亡（其中大部分是在海地），古巴和美国共计因此遭受价值高达40至60亿美元（2005年美元，相当于2025年的62.4億至93.6億亿美元）的经济损失。
数天后，飓风艾米莉于7月11日在大西洋成形，并在进入加勒比海后迅速强化成四级飓风，气压降至929毫巴（百帕），打破不久前丹尼斯创下的7月最强风暴纪录，艾米莉接下来又短暂达到五级飓风标准，创下形成日期最早的五级大西洋飓风纪录，直到在2024年被颶風貝里爾打破。气旋以四级飓风强度穿越尤卡坦半岛，再以三级飓风标准袭击塔毛利帕斯州。风暴沿途导致至少14人遇难，估计损失数额达4亿美元（2005年美元，相当于2025年的6.24億年美元）。
热带风暴富兰克林于7月18日在巴哈马近海成形。风暴向东北方向前进，在加拿大大西洋省份近海转变成温带气旋，自始至终没有对陆地构成威胁。
热带风暴格特是7月的最后一场风暴，于7月24日形成。十余天前刚刚受到飓风艾米莉摧残的韦拉克鲁斯州又受到格特袭击，洪灾的威胁迫使约1000人疏散，但风暴没有造成已知的人员丧生或破坏。

### 8月
8月的活跃程度与7月类似，热带风暴哈维于8月3日在百慕大西南方向形成。气旋在向东北方向移动期间给百慕大带去降水，于8月8日在大西洋开放海域上空转变成温带气旋。
8月4日，佛得角群岛以西洋面有热带低气压形成，这股热带低气压之后发展成飓风艾琳。系统向西面和北面移动，直到8月14日才达到飓风强度，成为本季第2场佛得角型飓风。艾琳转向东北并短暂达到二级飓风标准，然后开始减弱，于8月18日转变成温带气旋，自始至终都没有对陆地构成威胁。

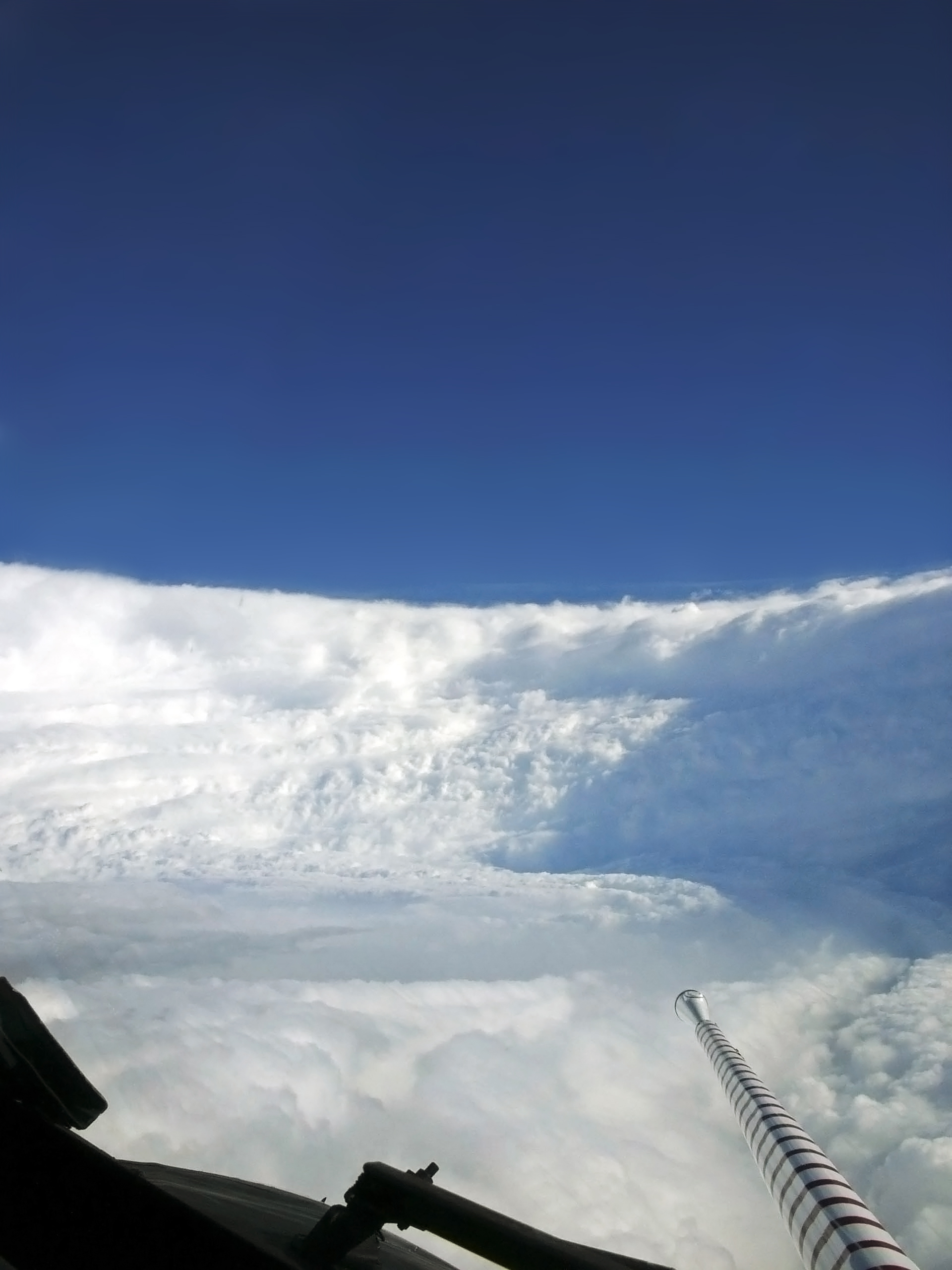
从飓风猎人侦察机上拍下飓风卡特里娜的风眼照片

第十号热带低气压于8月13日在小安的列斯群岛以东形成，但次日便已消散。系统残留很快与另一天气系统融合，最终促成飓风卡特里娜。
接下来出场的是热带风暴何塞，于8月22日在坎佩切湾成形。气旋迅速强化，但很快就抵达海岸，于8月23日登陆韦拉克鲁斯州，所以无法继续增强。韦拉克鲁斯州有2.5万人被迫撤离，瓦哈卡州有6人因风暴丧生，另外还有两人失踪。何塞一共在墨西哥引起价值4500万美元的破坏（2005年美元，相当于2025年的7020萬美元）。
8月10日，飓风卡特里娜在巴哈马上空成形。8月24日升级成热带风暴后，气旋很快成为飓风，然后就以飓风最低标准强度登陆佛罗里达州南部。数小时后，卡特里娜进入墨西哥湾并在暖流影响下迅速强化，于8月28日达到萨菲尔-辛普森飓风等级下最高的五级飓风标准。不久后，气旋于美国中部时区8月29日早上6点10分以三级飓风强度从密西西比河河口附近上岸，并且风暴覆盖范围非常大。虽然卡特里娜在登岸数小时前快速减弱，但系统在四至五级飓风期间就产生猛烈的风暴潮，前赴后继地冲向路易斯安那州、密西西比州和亚拉巴马州海岸，对多地造成毁灭性打击。新奥尔良庞恰特雷恩湖的防洪堤在数小时内便被风暴潮突破，全城八成面积被淹。远离海岸线的内陆也受到狂风摧残，阻碍灾后救援工作的顺利开展。估计卡特里娜至少造成了价值1080亿美元（2005年美元，相当于2025年的1685億美元）的巨额破坏，打破飓风安德鲁于1992年所创纪录，成为美国历史上最昂贵的自然灾害。卡特里娜还是1928年奥基乔比飓风过后在美国致死人数最多的飓风，夺走至少1836条人命。不过，1900年加尔维斯敦飓风至今仍是美国历史上最致命的自然灾害，遇难人数约有6000之多。
8月24日，一股强劲的东风波在非洲近海形成，最终催生出低气压区。系统结构逐渐改善，于8月28日在小安的列斯群岛和非洲之间的中途海域成为第十三号热带低气压。受北向风切变的不利影响，低气压无法增强，于次日退化成大范围低气压区。系统快速北上，之后又重新组织成热带低气压，并且很快就于8月31日升级成热带风暴并获名“李”（Lee）。气旋在热带风暴强度下只保持了很短时间就降级成热带低气压，再又退化成大范围低气压区，最终于9月4日被冷锋吸收。

### 9月

位于北卡罗莱纳州近海的飓风奥菲莉亚

繁忙的8月过后，飓风玛丽亚马上又拉开9月的序幕，于2号在背风群岛以东较远处成为热带风暴。9月5日，玛丽亚达到最高强度，属三级飓风，然后转向东北并逐渐减弱，于9月10日转变成温带气旋。不过，玛丽亚的温带残留在逼近冰岛期间意外增强，之后在挪威引起山体滑坡，导致1人死亡。
就在玛丽亚达到最高强度当天，飓风内特又在百慕大西南方向洋面形成，然后在向东北方向移动期间增强成一级飓风。9月10日，内特转变成温带气旋。风暴虽然始终没有接近陆地，但受其影响，赶赴美国墨西哥湾沿岸地区协助飓风卡特里娜救灾工作的加拿大海军舰船只能延迟行程。
9月6日，巴哈马有热带低气压形成，并且几乎马上就登陆大巴哈马岛。气旋接下来在佛罗里达州近海升级成热带风暴并获名“奥菲莉亚”（Ophelia），然后又增强成一级飓风。风暴规模庞大，于9月12至13日从北卡罗莱纳州南部经过并产生强烈的风暴潮和暴雨。奥菲莉亚的风眼从未登陆，飓风完全回到海上后于9月17日转变成温带气旋并吹袭加拿大大西洋省份。风暴造成的损失总额约为7000万美元。
9月17日，飓风菲利普在背风群岛以东形成。风暴向北移动，达到一级飓风标准后开始减弱，最终于9月23日逐渐消散，没有对任何陆地构成影响。

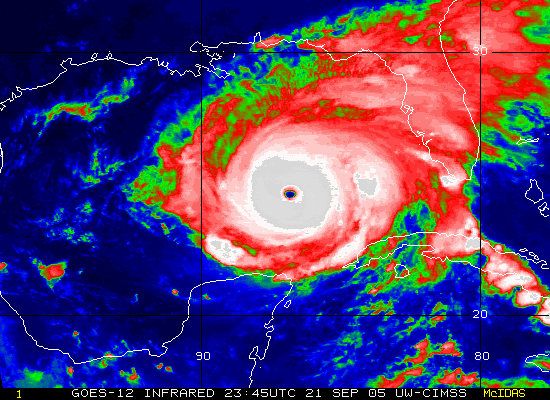
飓风丽塔接近最高强度的红外图像

飓风丽塔源于9月18日特克斯和凯科斯群岛上空的热带风暴，于9月20日从佛罗里达礁岛群以南掠过期间达到二级飓风强度。进入墨西哥湾后，丽塔爆发性增强，于9月21日达到五级飓风标准，是当时大西洋盆地有纪录以来的第3强飓风。9月24日，风暴从德克萨斯州和路易斯安那州边界附近登陆。德克萨斯州的阿瑟港和博蒙特爆发严重洪灾，路易斯安那州的卡梅伦堂区和卡尔克苏堂区变得满目疮痍。多个位于丽塔移动路线附近的海上石油平台受到重创。整场飓风经确认直接导致6人遇难，经济损失总额估计达100亿美元（2005年美元，相当于2025年的156億美元）。此外尚有113人间接因风暴丧生，其中大部分都发生在德克萨斯州休斯敦及其周边多个县的大规模人员撤离过程中。
9月30日，第十九号热带低气压在佛得角群岛形成，但10月2日便已消散，没有对陆地形成威胁。

### 10月

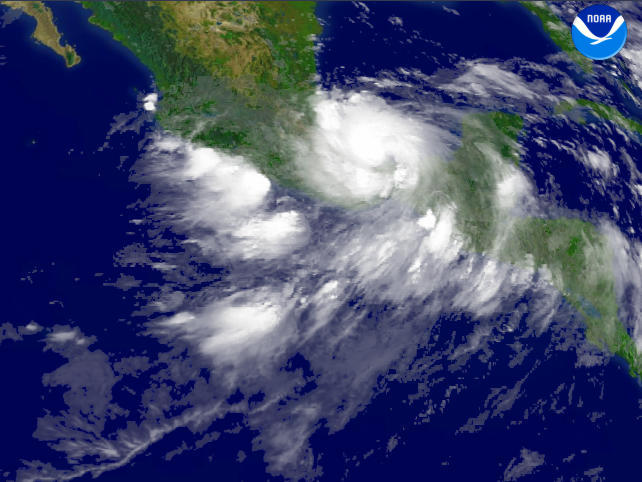
即将登陆韦拉克鲁斯州的飓风斯坦

飓风斯坦于10月初成形，并在2号穿越尤卡坦半岛期间达到热带风暴强度。进入坎佩切湾后，气旋短暂达到飓风标准，然后于10月4日从韦拉克鲁斯南部登陆。斯坦同另外多个天气系统共同影响，在墨西哥和中美洲产生瓢泼大雨，引发灾难性的洪水和泥石流。这些洪灾共导致1600余人丧生，其中80至100人属斯坦直接引起。
10月4日，亚速尔群岛以南洋面形成一场持续时间很短的亚热带风暴，从多个岛屿上空经过后于次日被温带低气压吸收。不过，美国国家飓风中心起初并没有发现这场风暴，所以也就没有为之命名。
热带风暴泰米形成后不久就于10月5日从佛罗里达州东北部登陆，美国东南部多地因此降下暴雨，气旋之后同锋面天气系统合并，最终导致2005年美国东北部大洪灾。
10月8日，第二十二号亚热带低气压在百慕大东南方向海域形成，但次日就已消散。气旋残留之后逼近新英格兰，与热带风暴泰米的残留共同促成2005年美国东北部大洪灾。
10月8日，马德拉附近东大西洋的寒冷洋面上空有亚热带风暴形成，据信这场风暴便是飓风文斯的前身。10月9日，美国国家飓风中心首度发现正在转变成热带气旋的系统，风暴不久后就强化成飓风。文斯的移动路径很不寻常，于10月11日登陆西班牙，成为1842年后第一个影响西班牙的热带气旋。
飓风威尔玛于10月17日在牙买加西南方向的西加勒比海成形并快速增强，于10月19日达到风力时速295公里，中心气压882毫巴（百帕，26英寸汞柱）的最高强度，刷新大西洋飓风最高强度纪录。风暴缓慢行进，于10月22日以四级飓风强度袭击金塔纳罗奥州，坎昆和科苏梅尔岛因此受到毁灭性打击。进入墨西哥湾后，威尔玛突然大幅转向并从古巴以北洋面经过，再于24日以三级飓风标准吹袭佛罗里达州南部，然后进入大西洋并转变成温带气旋。这场飓风直接引起23人死亡，经济损失估计达290亿美元（2005年美元，相当于2025年的452億美元），受灾最严重的主要是美国、墨西哥和古巴。
10月22日，热带风暴阿尔法在加勒比地区东部形成并穿越伊斯帕尼奥拉岛，引发重大洪灾后同威尔玛融合。海地和多米尼加共有42人因此丧生。
飓风贝塔于10月26日在加勒比地区南部成形，并在增强成三级飓风后于10月30日登陆尼加拉瓜和哥伦比亚的圣安德列斯-普罗维登西亚岛。

### 11月至2006年1月

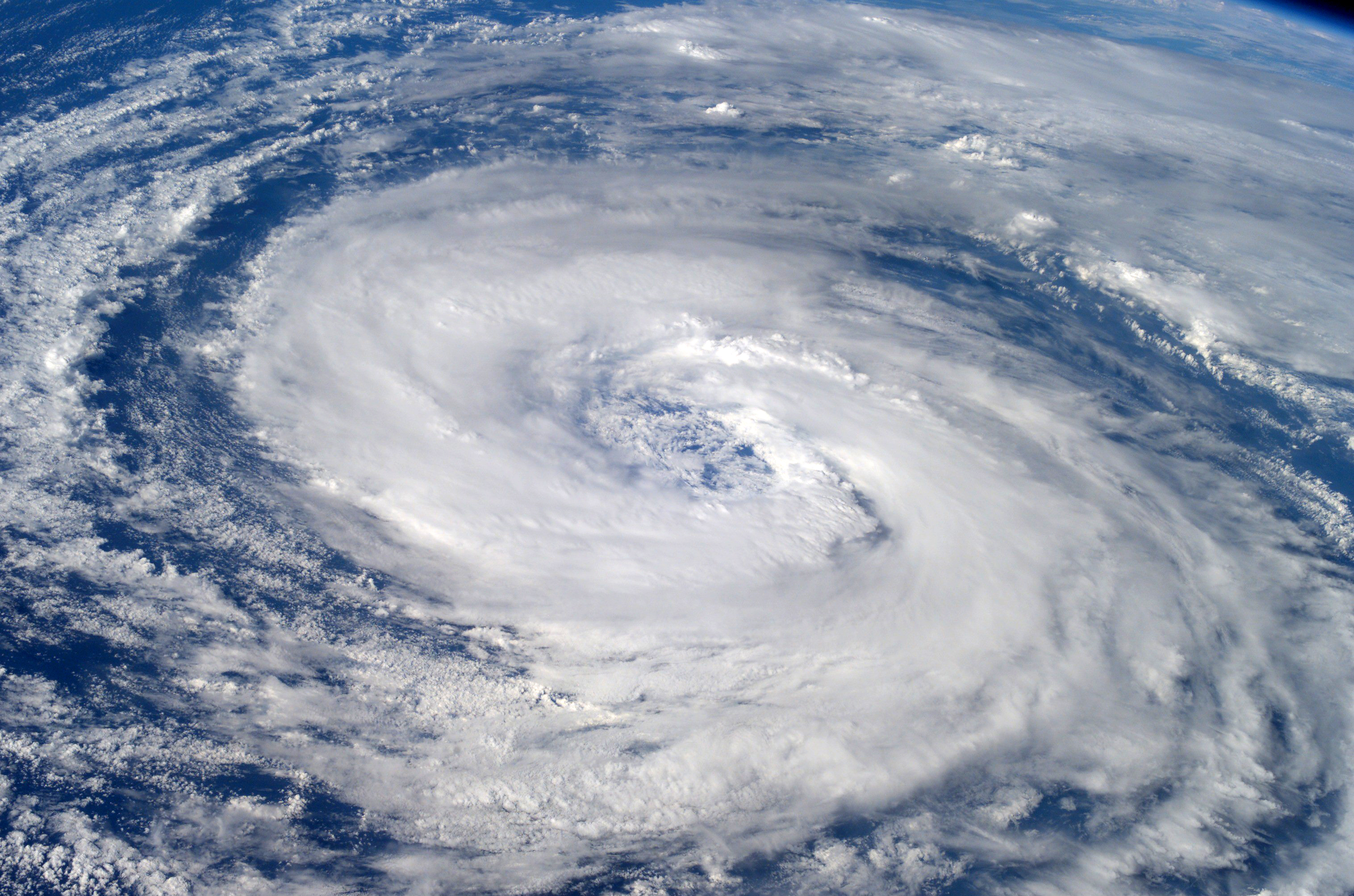
从国际空间站上拍下飓风艾普塞朗的照片

随着飓风季接近尾声，大西洋的热带天气活跃度以非常缓慢的速度下降。11月15日，热带风暴伽玛在加勒比地区中部形成，然后退化成东风波，再又得以重组。风暴从洪都拉斯北部登陆后消散，产生的暴雨导致该国和伯利兹有41人遇难。
11月23日，热带风暴德尔塔在东大西洋形成，气旋曾增强至接近飓风强度，但始终未能达标。11月28日，德尔塔转变成温带气旋，接下来马上以最高强度袭击加那利群岛，造成7人死亡，大加那利岛景点上帝之指也在风暴的威力下断裂。
11月29日，有热带风暴在环境不利的中大西洋形成，并于11月2日达到飓风强度。气象机构一直认为飓风艾普塞朗很快就会消亡，但气旋实际上却持续了一个多星期才逐渐消散。风暴自始至终远离陆地，没有造成任何破坏或人员伤亡。
热带风暴泽塔是本季最后一场风暴，于12月30日形成，比1954年飓风爱丽丝的形成时间要早6小时。泽塔一直持续到2006年1月6日才消散，又成为有纪录以来大西洋存在时间最长的1月热带气旋。

## 生命和财产损失

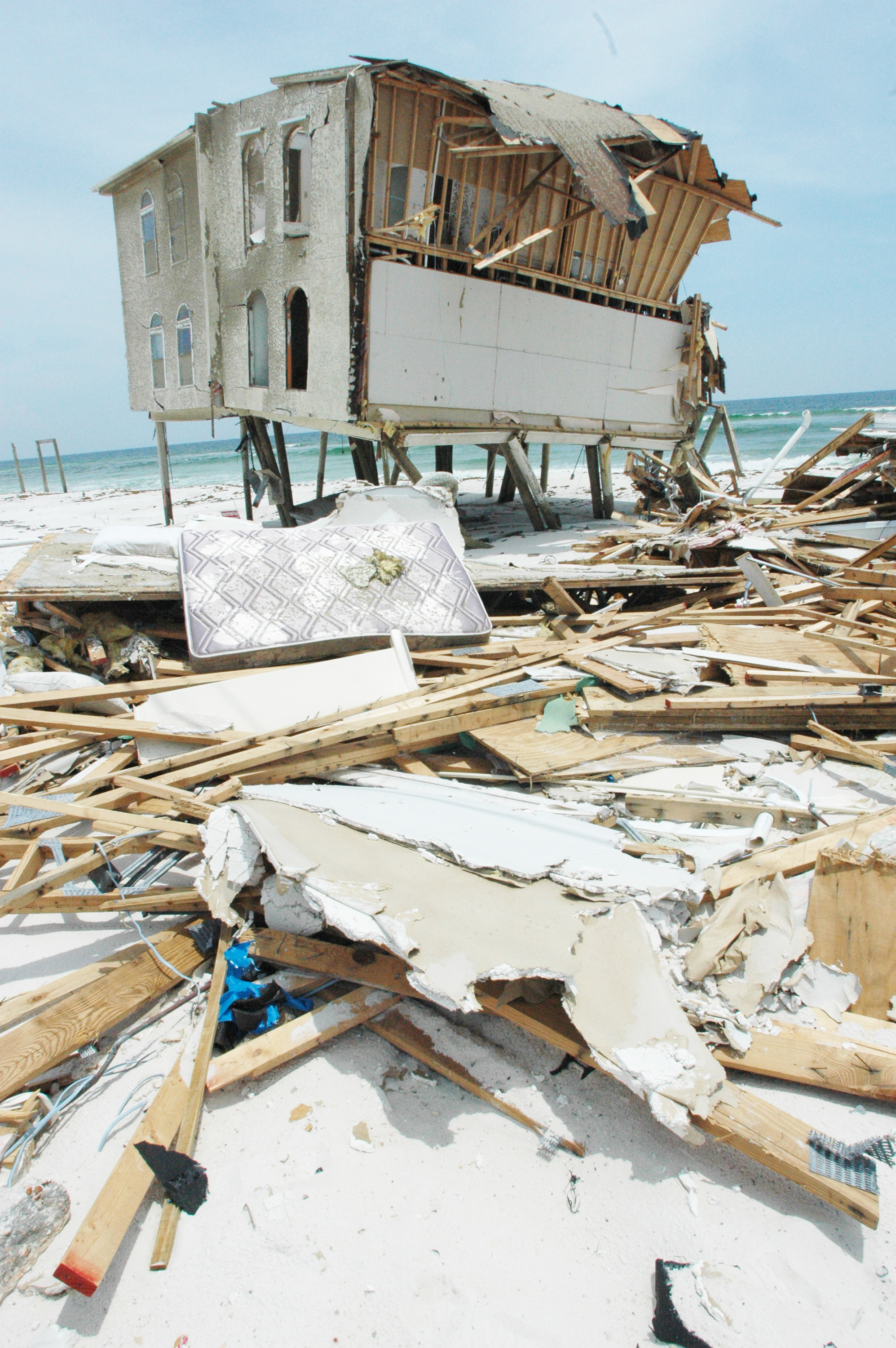
飓风丹尼斯重创纳瓦拉海滩

2005年大西洋飓风季的风暴不但在大范围地区引起严重破坏，还导致大量人员伤亡。所有热带气旋造成的损失总额估计达1592亿美元（2005年美元），另经确认有2067人遇难。考虑到飓风斯坦的致死人数无法确知，整个飓风季的直接死亡人数可能高达4000。
从德克萨斯州到佛罗里达州西北狭长地带之间的美国墨西哥湾沿岸地区是本季灾情最严重的地区。首先来袭的是飓风丹尼斯，在佛罗里达州西北狭长地带一线造成价值22.3亿美元的破坏。接下来飓风卡特里娜又重创墨西哥湾沿岸，高达9米的风暴潮导致路易斯安那州、密西西比州到阿拉巴马州的大范围沿海地区变得满目疮痍。远离海岸线的内陆地区也受到狂风破坏，救灾工作因此受到影响。新奥尔良的防洪堤也被风暴潮突破，全城80%的地区被淹。整场飓风一共造成至少1836人死亡，经济损失达1080亿美元。截至2015年，卡特里娜仍然是美国历史上造成损失最惨烈的飓风，也是1928年后最致命的飓风。
卡特里娜过去后，飓风丽塔几乎又在同一片地区肆虐，新奥尔良再度被淹，不过程度同卡特里娜来袭时相比还远远不及。路易斯安那州和德克萨斯州沿海地区遭到大范围破坏，经济损失总额达120亿美元。热带风暴阿琳和飓风辛迪都曾袭击美国墨西哥湾沿岸，但引起的破坏要小得多。

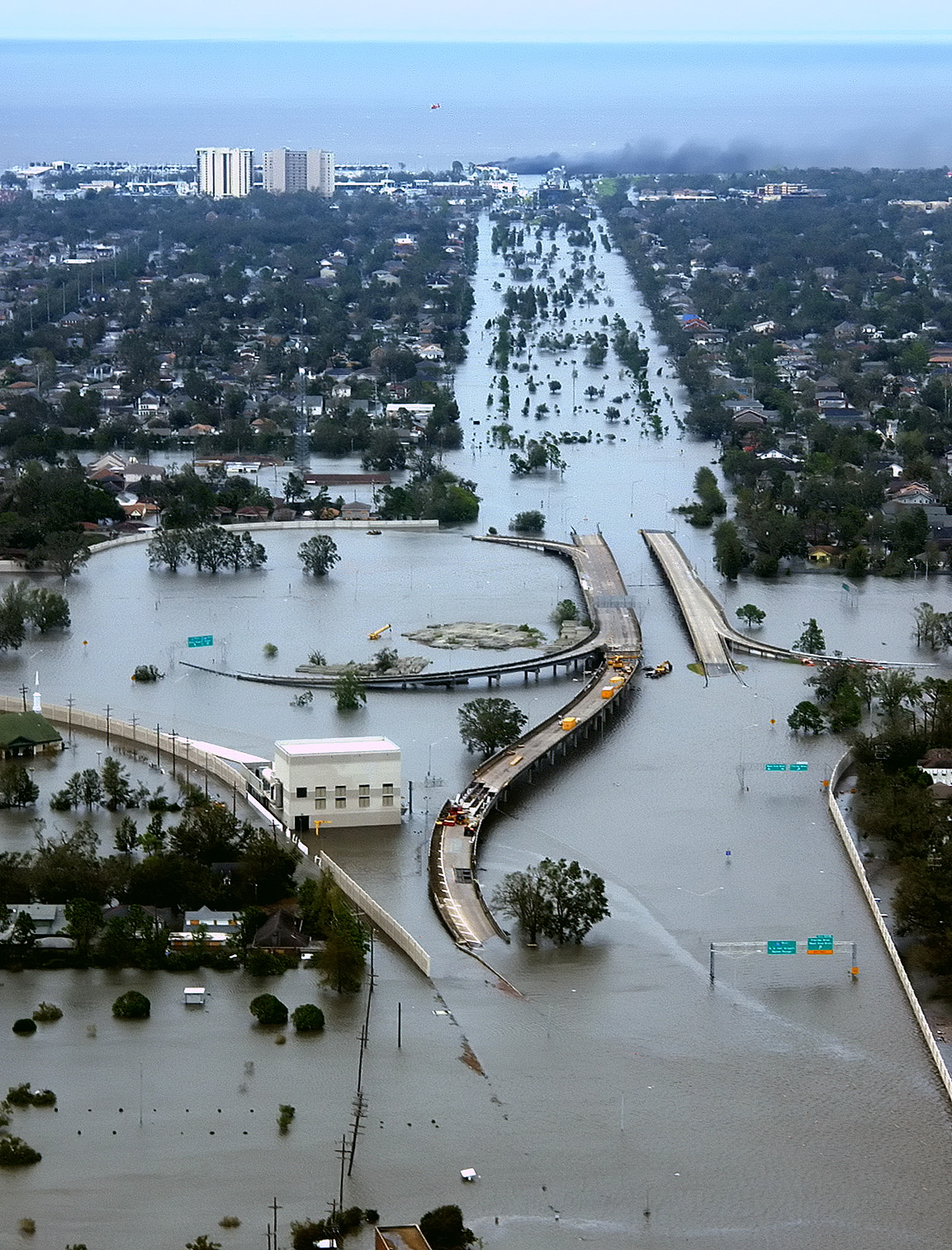
飓风卡特里娜在新奥尔良引发重大洪灾

墨西哥的金塔纳罗奥州同样受到重创，飓风艾米莉和威尔玛都曾在科苏梅尔岛和坎昆之间登陆，造成数十亿美元损失。威尔玛对当地破坏尤为严重，大型飓风强度的狂风持续了超过一天，有可能是墨西哥历史上破坏最严重的飓风。
飓风威尔玛还在佛罗里达州南部大范围地区引发严重破坏，整场飓风一共对美国造成价值206亿美元的损失。飓风丽塔和卡特里娜此前也曾吹袭同一地区，破坏程度虽不及威尔玛，但仍然相当严重。热带风暴阿琳产生的离岸流还导致当地一人溺亡。此外，飓风丹尼斯北上期间也曾从佛罗里达州南部近海掠过。
10月，热带风暴泰米和第二十二号亚热带低气压的残留在美国东北部上空同其它天气系统结合，引发严重洪灾。
移动缓慢的飓风奥菲莉亚令北卡罗莱纳州东南部受到一定程度破坏，气象机构起初估计这场风暴造成的损失达16亿美元，但之后大幅调低至7000万美元。美国大西洋海岸其它地区没有遭受强烈气旋袭击，仅有部分区域受到风暴残留影响（包括卡特里娜、奥菲莉亚、泰米、第二十二号亚热带低气压及威尔玛）。
包括韦拉克鲁斯州和塔毛利帕斯州在内的墨西哥东北部受到多场风暴袭击。飓风艾米莉直接吹袭塔毛利帕斯州并造成严重破坏，热带风暴布雷特、格特及何塞都曾在同一地区登陆，共造成12人死亡，但总体破坏程度很轻。
飓风斯坦同附近的非热带天气系统共同影响，引发的严重洪灾和泥石流令墨西哥南部和中美洲部分地区受到重创。确认死亡人数超过1600，部分城镇完全被夷平，不过大部分人员丧生并非飓风直接引起。中美洲还因热带风暴伽玛和飓风威尔玛爆发洪灾，尼加拉瓜直接受到飓风贝塔冲击。伽玛对农作物造成价值1300至1800万美元（2005年美元）的损失，另外几场风暴在当地引起的损失数额缺乏统计。
伊斯帕尼奥拉岛没有受到破坏力度最强的风暴袭击，但海地在飓风丹尼斯、威尔玛和热带风暴阿尔法的共同影响下有至少89人遇难。背风群岛整体而言在本季得以幸免，向风群岛则受到飓风丹尼斯和艾米莉重创。
飓风丹尼斯以最高强度袭击古巴，导致14亿美元破坏，是40余年间对该国破坏最严重的飓风。古巴部分地区还受到飓风丽塔和威尔玛重创。
欧洲及其附近多个岛屿受到4场风暴的影响，飓风玛丽亚转变成温带气旋后异常增强，以强烈温带风暴强度袭击北欧；飓风文斯减弱成热带低气压后吹袭伊比利亚半岛，成为超过160年间首场影响西班牙的热带气旋。热带风暴德尔塔在转变成温带气旋后不久袭击加那利群岛，造成严重破坏后又抵达摩洛哥上空，只是这时其强度已经很弱。此外，还有场起初未被气象部门发现的亚热带风暴以最高强度吹袭亚速尔群岛。这4场风暴一共导致8人丧生，有报道称玛丽亚和德尔玛都造成重大破坏，但具体数额缺乏统计。

## 经济影响

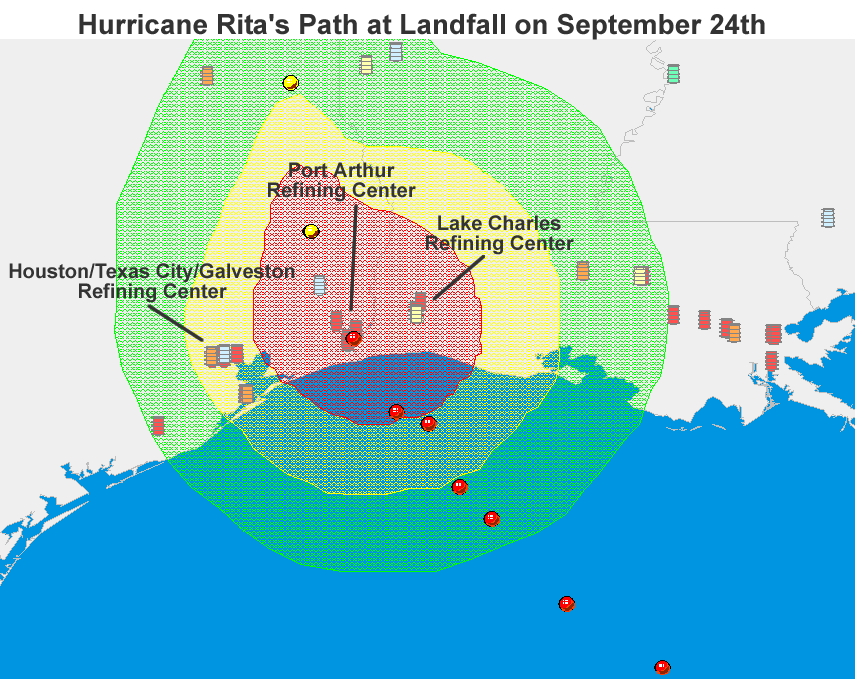
飓风丽塔的登陆点附近有多家炼油厂

2005年大西洋飓风季有着持久且深远的经济影响。出于对墨西哥湾石油开采及提炼设施安全度的担忧，针对原油价格的市场投机行为出现高峰。美国炼油厂产能所受影响也导致汽油价格飙升至历史新高，即便计入通货膨胀因素也仍是历史最高价格。欧洲多国及美国政府启用战略汽油和石油储备，飓风卡特里娜过后几天后，许多严重依赖墨西哥湾供给成品油的地区就出现汽油短缺。油价在风暴过去数周后仍处高处，石油产量仍然存在每天100万桶（约合16万立方米）以上的缺口。
飓风丽塔令墨西哥湾西部多口主要用于储量探测的油井受损，人们因此担心石油产量会在之后一段时间内衰减。风暴在墨西哥湾肆虐期间，气象机构一度预测丽塔会袭击之前未受卡特里娜严重影响的休斯敦，当地建有许多大型炼油厂，油价因此再度冲上高峰，情况直至气象部门的预测结果发生变化才得以改观。面对丽塔的威胁，乔治亚州州长索尼·珀杜宣布2005年9月26至27日为“大雪天”，全州所有公立学校停课以节省校车燃料。但由于风暴登陆后不久就转向远离休斯敦，炼油设施所受影响远不及预期。
多场强烈风暴产生的暴雨对多个国家的农业产生沉重打击。7月上旬，飓风丹尼斯重创古巴多种柑橘和蔬菜作物，只是还没有到达毁灭性程度。飓风斯坦同其它天气系统共同影响，在中美洲产生多达500毫米降水，引起多起山洪和泥石流，还对多种农作物构成严重破坏，其中又以本来即将收割的香蕉和咖啡灾情严重。危地马拉及周边多个国家的经济因此受到重大打击，这些国家的乡村经济极度依赖香蕉和咖啡种植。飓风贝塔于10月下旬袭击尼加拉瓜时也对该国香蕉作物造成严重影响，但这时香蕉已基本收割，所以对经济的影响程度较轻。
飓风卡特里娜过去后，美国总统乔治·沃克·布什、路易斯安那州州长凯瑟琳·布兰科和新奥尔良市长雷·纳金（Ray Nagin）都因对没有对风暴来袭采取足够措施饱受指责。2005年12月14日，国会召开听证会调整这些指控是否属实。此外，联邦紧急事务管理局也因对飓风卡特里娜的应对措施不足受到媒体强烈批评，局长迈克尔·布朗（Michael Brown）被迫辞职。

## 气象预测面临的困难

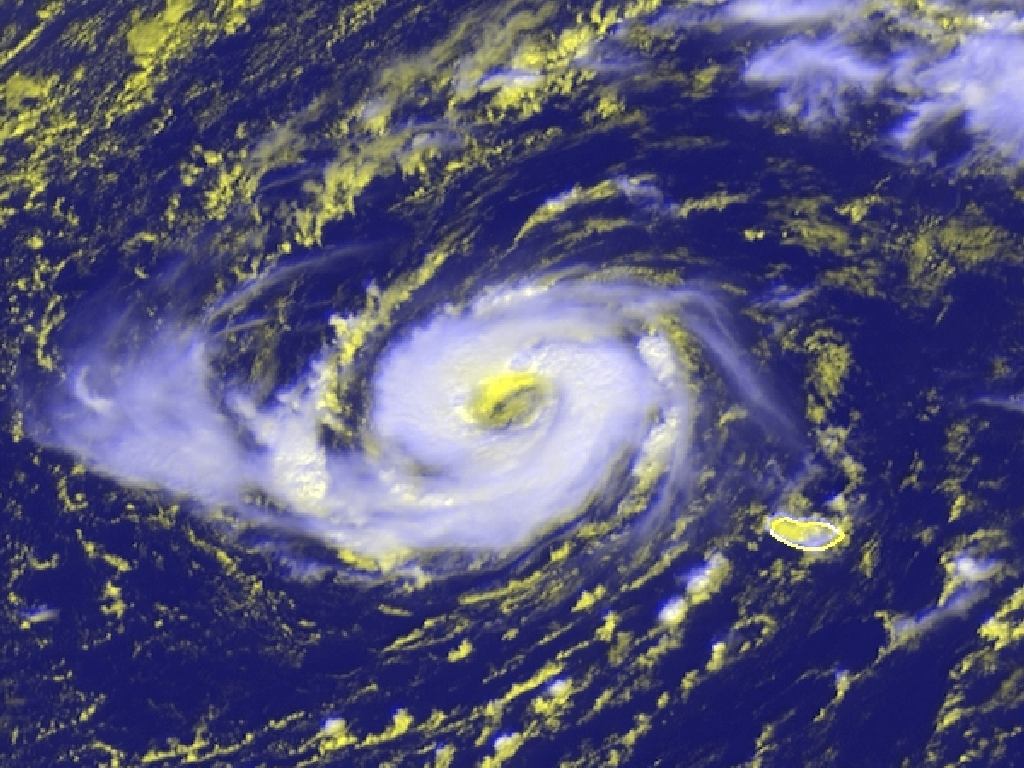
飓风文斯是在东北大西洋的寒冷洋面上空形成

2005年大西洋飓风季的多场风暴表现出不同寻常的特点，给气象机构的预测工作带来很大挑战。飓风文斯在大西洋的形成位置比当时记载的任何热带气旋都更偏东北方向，至今也只有2009年的热带风暴格雷斯形成位置更偏北面。同时，文斯还意外强化成飓风，其行经洋面的温度较低，通常认为这么寒冷的海域不可能提供维持飓风强度热带气旋的能量。飓风威尔玛创下飓风增强速度的新纪录，还在面临强劲风切变的情况下意外强化。
与文斯类似，热带风暴德尔塔、飓风艾普塞朗和热带风暴泽塔都是于飓风季末期及正式时段结束后在东大西洋的寒冷海域成形，并且3场风暴都在强烈风切变的影响下坚持了较长时间，特别是达到飓风强度的艾普塞朗，风暴行经洋面水温远不足之前研究结果认定维持飓风所需要的海面温度。截至2015年，艾普塞朗仍然是有纪录以来持续时间最长的12月大西洋飓风，泽塔则是持续时间最长的1月大西洋风暴。

## 纪录和重大事件
2005年大西洋飓风季打破或追平了多项纪录，其中多项至今依然保持。但考虑到1944年以前的纪录有欠完整，因此本季仍然有可能不是历史上最活跃的大西洋飓风季。

### 风暴数量
全季共形成28场热带或亚热带风暴（27个获名，1个未名），创下单个大西洋飓风季热带风暴形成数量纪录。无论热带风暴、飓风、大型飓风还是五级飓风的数量都创下新纪录，并且到2020年时才被追平。
本季也是历史上首次动用和开头的英语人名来为风暴命名，并且用来命名的英语正式名称到“威尔玛”（Wilma）启用时就已耗尽，美国国家飓风中心为此不得不动用希腊字母来命名。“阿尔法”（Αα）和“德尔塔”（Δδ）两个名称曾用来为亚热带风暴命名，到本季才首度为热带天气系统命名。同理，“贝塔”（Ββ）、“伽玛”（Γγ）、“艾普塞朗”（Εε）和“泽塔”（Ζζ）都是首度用来为热带气旋命名。
全季绝大多数风暴都刷新形成日期最早的风暴纪录（28场风暴中有22场）。例如飓风丹尼斯就创下大西洋飓风季中形成日期最早的第4场风暴纪录，之后几乎每场风暴都打破相应场数及最早形成日期的纪录。不过，丹尼斯所创纪录已被2012年的热带风暴黛比打破。本季的活跃程度也通过非常高的累积气旋能量指数反映出来，达250，是有纪录以来第2高，仅次于1933年大西洋飓风季。大致来说，气旋能量指数通过对飓风的强度和持续时间来计算，强度越高，持续时间越长的风暴，其指数也相应越高。只有在热带系统风速达到或超过每小时63公里（34节）或热带风暴强度时才会对这一指数进行计算，并纳入全面的气象公告中。此外，亚热带气旋的这一数据在正式情况下不会计入累计数，但以上数值实际上包含风暴的亚热带气旋阶段。

### 强烈风暴

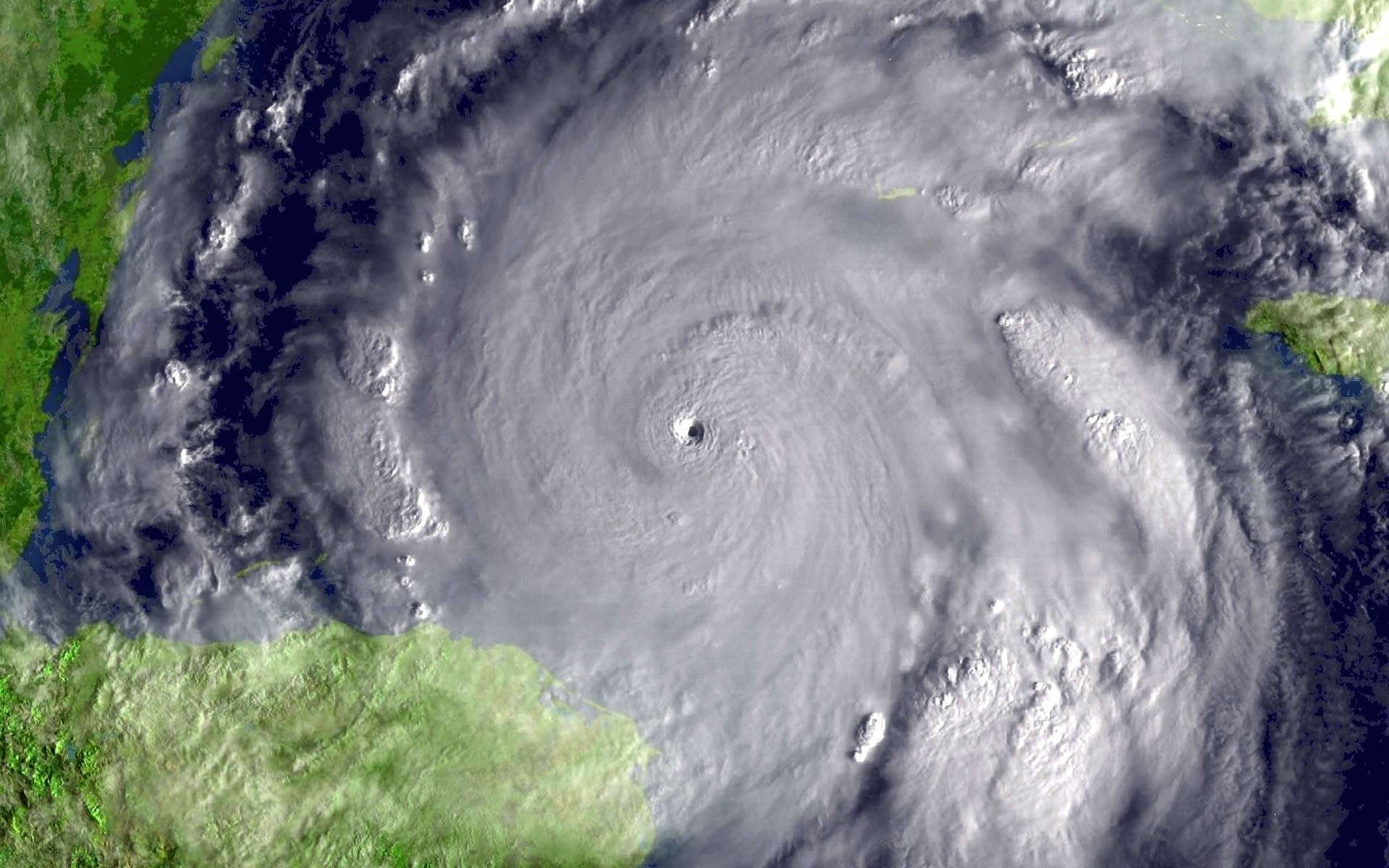
接近最高强度的飓风威尔玛

截至2015年，有纪录以来最强烈的6场大西洋飓风中有3场是在2005年形成。其中最强烈的是飓风威尔玛，以882毫巴（百帕，26英寸汞柱）的气压值打破飓风吉尔伯特已保持17年的纪录，除了颶風威爾瑪之外，艾米莉、卡特里娜和丽塔都先后达到五级飓风标准，其中丽塔和卡特里娜分别是信史上第4和第6强的大西洋风暴。美国国家飓风中心起初以为飓风艾米莉只达到四级飓风标准，但在飓风季过后的重新分析过程中将之升级。2005年大西洋飓风季也以4场五级飓风，打破1960和1961年大西洋飓风季共同保持的两场纪录。此外，飓风丹尼斯的最高强度达到四级飓风标准，所以全季的四级飓风数量达到5场，追平1999年大西洋飓风季的纪录。

### 早期强度和活跃度
| 最强烈的大西洋飓风季 （1850年起） | 最强烈的大西洋飓风季 （1850年起） | 最强烈的大西洋飓风季 （1850年起） |
| 排名                              | 大西洋飓风季                      | ACE                               |
| --------------------------------- | --------------------------------- | --------------------------------- |
| 1                                 | 1933                              | 259                               |
| 2                                 | 2005                              | 250                               |
| 3                                 | 1893                              | 231                               |
| 4                                 | 1926                              | 230                               |
| 5                                 | 1995                              | 228                               |
| 6                                 | 2004                              | 227                               |
| 7                                 | 1950                              | 211                               |
| 8                                 | 1961                              | 205                               |
| 9                                 | 1955                              | 182                               |
| 10                                | 1887                              | 177                               |

7月，飓风丹尼斯成为8月前最强烈的大西洋飓风，也是加勒比海形成日期最早的四级飓风。但是，丹尼斯的前项纪录只保持了9天就被达到五级飓风标准的艾米莉打破，本季也至此成为历史上第1个在7月结束前就已形成两场四级飓风的大西洋飓风季。艾米莉还是有纪录以来形成日期最早的五级大西洋飓风，比飓风艾伦保持的原纪录提前了近3个星期，还是首场在7月形成的五级大西洋飓风。到7月结束时，飓风季的累积气旋能量指数已经达到63，又创下新的纪录。
到7月结束时，本季已形成7场热带风暴，超越此前由1887、1933、1936、1959、1966和1995年大西洋飓风季共同保持的5场纪录。这7场风暴中有5场是在7月形成，又创下新纪录。

### 后期活跃度
飓风艾普塞朗于11月29日成形，12月2日达到飓风强度并且一直保持到同月7日，成为有纪录以来持续时间最长的12月大西洋飓风。如果考虑强度因素，艾普塞朗则是有纪录以来第2强的12月大西洋飓风，仅次于1998年的飓风妮可。
热带风暴泽塔于12月30日形成，具体时间比1954年12月30日形成的飓风爱丽丝只早了6个小时，成为形成日期第2晚的大西洋风暴。此外，泽塔还是爱丽丝之后唯一的跨年大西洋风暴。

## 风暴名称
右侧名单中显示的是2005年用来给北大西洋热带气旋命名的名称。这份名单与1999年大西洋飓风季基本相同，只有“富兰克林”（Franklin）和“李”（Lee）例外，分别用来取代退役的“弗洛伊德”（Floyd）和“莱尼”（Lenny）。本季过后没有退役的名字会在2011年大西洋飓风季再度使用。“富兰克林”、“李”、“玛丽亚”（Maria）、“内特”（Nate）、“奥菲莉亚”（Ophelia）、“菲利普”（Philippe）、“丽塔”（Rita）、“斯坦”（Stan）、“泰米”（Tammy）、“文斯”（Vince）、“威尔玛”（Wilma），以及希腊字母“贝塔”、“伽玛”、“艾普塞朗”和“泽塔”都是首度用来命名（“阿尔法”此前曾为1972年的某场亚热带风暴命名）。首度启用的名称达15个之多，同样创下新纪录。此外，10月上旬还有场在亚速尔群岛附近形成的亚热带风暴起初未经发现，所以未曾命名。文斯和威尔玛分别是大西洋盆地首场以字母和开头人名命名的风暴。2006年春，世界气象组织决定将“丹尼斯”（Dennis）、“卡特里娜”（Katrina）、“丽塔”（Rita）、“斯坦”（Stan）和“威尔玛”（Wilma）5个名称退役，在2011年大西洋飓风季中分别以“唐恩”（Don）、“卡蒂娅”（Katia）、“麗娜”（Rina）、“肖恩”（Sean）和“惠特尼”（Whitney）取代。在此以前，单个大西洋飓风季退役风暴名称的最高纪录是4个，由1955、1995和2004年大西洋飓风季共同保持。

## 扩展阅读
- Horton, Benjamin P.; Rossi, Veronica; Hawkes, Andrea D. . Quaternary International. 2009, 195 (1–2): 15–30. Bibcode:2009QuInt.195...15H. doi:10.1016/j.quaint.2008.03.004.